# Eastonův ledovec
Eastonův ledovec je jedním z nejnápadnějších ledovců hory Mount Baker v Severních Kaskádách v americkém státě Washington. Své jméno nese po Charlesi F. Eastonovi z Bellinghamu, který pečoval o ochranu historie hory Mount Baker. Ledovec se nachází na jižním svahu hory a je dostupný celoročně po turistické stezce, v zimě také sněžnými skútry. Díky svému nenáročnému přístupu se jedná o oblíbený cíl výletů studentů Western Washington University a University of Washington.
Vrchol ledovce se nachází nedaleko Shermanova kráteru ve výšce asi 2 700 metrů nad mořem, zatímco jeho spodní konec je o tisíc metrů níže. Ledovci se povedlo vytvořit dvě jasně viditelné boční morény, z nichž ta levá se jmenuje Metcalfova a ta pravá Železniční. Na povrchu údolí jsou jasně viditelné známky pohybu ledovce. Jasně jsou viditelné také ledovcové žlaby a odkryté byly také náhlé andezity a balvany.
Od roku 1990 ledovec ustoupil o 300 metrů a ztratil 13 metrů tloušťky. Při procházce údolím se dají rozeznat na okolní krajině bývalé koncové morény.